# Barranc dels Apòstols
El Barranc dels Apòstols és un torrent afluent per la dreta del Barranc de Sant Tirs que neix al vessant sud-occidental del Serratalt, a poc més de 375 m. a llevant de la masia de Torremorell. De direcció global cap a les 8 del rellotge, desguassa al seu col·lector al peu del vessant nord-occidental del Tossal de Sant Pere després d'haver passat pel sud de les masies de Torremorell, el Masroig i Marmí.

## Municipis per on passa
Des del seu naixement, el Barranc dels Apòstols passa successivament pels següents termes municipals.
|                                                       | Longitud (en m.) | % del recorregut |
| ----------------------------------------------------- | ---------------- | ---------------- |
| Per l'interior del municipi de Castellar de la Ribera | 3.336            | 93,05%           |
| Per l'interior del municipi de Pinell de Solsonès     | 249              | 6,95%            |

## Xarxa hidrogràfica
La seva xarxa hidrogràfica està constituïda per 15 cursos fluvials la longitud total dels quals suma 12.419 m.

### Afluents destacables
- Les Fontetes
- La Rasa de Vilamosa

### Distribució municipal
El conjunt de la xarxa hidrogràfica transcorre pels següents termes municipals: